# 杉浦拓実
杉浦 拓実（すぎうら たくみ、1998年8月24日 - ）は、ジャパンラグビーリーグワン三菱重工相模原ダイナボアーズに所属するラグビー選手。

## プロフィール
- 東京都出身[1]。
- ポジションはセンター(CTB)。
- 身長 176 cm、体重 90 kg
- ニックネームは杉ちゃん。

## 略歴
2017年、東京高校卒業後、東海大学に入学。なお東京高校時代、高校日本代表候補に選ばれたことがある。
2020年、東海大学体育会ラグビーフットボール部のBKリーダーに就任。
2021年、東海大学卒業後、三菱重工相模原ダイナボアーズに加入。
2022年4月2日に行われたJAPAN RUGBY LEAGUE ONE第9節マツダスカイアクティブズ広島戦にて先発出場で公式戦初出場を果たした。